# Zeriassa ruspolii
Zeriassa ruspolii är en spindeldjursart som först beskrevs av Pietro Pavesi 1897.  Zeriassa ruspolii ingår i släktet Zeriassa och familjen Solpugidae. Inga underarter finns listade i Catalogue of Life.